# Феодора Хозарська
Феодора Хозарська (*Θεοδώρα των Χαζάρων, д/н — після 711) — візантійська імператриця.

## Життєпис
Походила з правлячого хозарського роду. Про батьків нічого не відомо, її братом був каган Ібузір. Про дату народження та природне ім'я відсутні відомості. У 703 році була видана заміж на біглого колишнього візантійського імператора Юстиніана. Прийняла християнство, змінивши ім'я на Феодору. Разом з чоловіком мешкала у Фанагорії.
У 704 році імператор Тиберій III багатими подарунками підкупив Ібузіра, щоб той вбив Юстиніана, але Феодора попередила чоловіка, який втік до Херсонесу. Юстиніан розпочав боротьбу за повернення на трон Візантії. При цьому Феодору відіслав до кагана Ібузіра. Тут вона народила сина. 705 році Юстиніан вдруге стає імператором. після цього відправив флот за Феодорою і сином.
Наприкінці 705 або у 706 році прибуває до Константинополя, де стає Августою. Про вплив на політику чоловіка замало відомостей. За різними відомостями, Феодора померла до 711 року або невдовзі після цього.

## Родина
Чоловік — Юстиінан II, імператор
Діти:
- Тиберій (705—711), співімператор